# 통상교섭본부
통상교섭본부(通商交涉本部)는 외국과의 통상, 통상교섭 및 통상교섭에 관한 총괄·조정, 무역, 외국인 투자에 관한 기능을 수행하는 대한민국 산업통상자원부의 하부조직이다. 세종특별자치시 한누리대로 402 정부세종청사 12동·13동에 위치하며, 본부장은 차관급 정무직공무원으로 보한다.

## 설치 근거
- 「산업통상자원부와 그 소속기관 직제」 제4조제2항[1]

## 연혁
- 1998년 2월 28일: 외교통상부의 하부조직으로 통상교섭본부를 설치.[2]
- 2013년 3월 23일: 통상교섭본부를 폐지하고, 소관 사무를 산업통상자원부에 이관.[3]
- 2017년 7월 26일: 산업통상자원부의 하부조직으로 통상교섭본부 설치.[4]

## 조직
본부장 아래 3실 2국(1단, 7정책관) 30과(1담당관) 및 차관보를 두며, 실장 및 국장은 각각 고위공무원단 가등급과 나등급에 속하는 일반직공무원으로, 과장은 3급 혹은 4급 일반직공무원으로 보한다.

## 같이 보기
- 산업통상자원부
- 통상교섭본부장
- 산업통상자원부 차관보